# Beceni, Buzău
Beceni este satul de reședință al comunei cu același nume din județul Buzău, Muntenia, România.
Satul Beceni este menționat într-un document din 1663, din timpul lui Matei Basarab, în care se fixau limitele proprietăților mănăstirii Ot Menedec de la Vintilă Vodă, document care atesta ceata de moșneni de la Beceni. Conform legendei, satul ar fi fost întemeiat de un anume Becea (de la care își trage și numele) care s-ar fi refugiat aici în timpul unei invazii, ridicând biserică pe la 1589.